# Edward Livingstone
Edward James Livingstone, dit Eddie Livingstone, (né le 12 septembre 1884 – mort le 11 septembre 1945) était un propriétaire et entraîneur canadien de hockey sur glace.
Il est surtout connu pour avoir été le propriétaire des Shamrocks et des Blueshirts de Toronto dans l'Association nationale de hockey et pour ses nombreuses prises de bec avec les autres présidents, entraînant la création de la Ligue nationale de hockey.

## Premières années
Eddie Livingstone naît le 12 septembre 1884 à Toronto dans la province de l'Ontario au Canada. Il est le fils de David, émigré écossais, et Ruth et est le cadet d'une fratrie de trois enfants composée de son frère Eddy et sa sœur Helen. Il joue au hockey sur glace en tant que junior pour le Saint-George's Club de sa ville natale avant de devenir arbitre dans l'Association de hockey de l'Ontario (aujourd'hui Ligue de hockey de l'Ontario). Il réalise également des reportages pour le quotidien de Toronto, le Toronto Mail and Empire.
Livingstone devient par la suite dirigeant de hockey et de football canadien pour le Toronto Rugby and Athletic Association (TR & AA). Il gagne avec son équipe la Coupe J.-Ross-Robertson en 1913 et 1914.

## L'Association nationale de hockey
Ses succès dans les ligues amateurs incitent Livingstone à faire ses débuts dans le monde professionnel en reprenant les Ontarios de Toronto qui vont jouer dans l'Association nationale de hockey. Au cours de la saison 1914-1915, les Ontarios quittent les maillots de couleur orange pour se vêtir de vert et sont renommés les Shamrocks. Plus tard dans la saison, les Wanderers de Montréal gagnent un match par forfait contre l'équipe de Livingstone. En effet, deux joueurs de son équipe, George et Howard McNamara, ne peuvent pas jouer en raison de leur père malade et ils se tiennent à leur chevet. Livingstone demande alors un report du match mais le propriétaire des Wanderers, Sammy Lichtenhein, refuse dans un premier temps puis propose une date pour le report du match. Mais en fait, peu de temps après le match n'arrange plus les affaires de Lichtenhein (son équipe est alors à la lutte avec les Sénateurs d'Ottawa) qui refuse alors de jouer le match.
Les Wanderers et Ottawa finissent la saison à égalité pour la première place et les officiels de l'Association tranchent que le match n'aura pas lieu. Les Wanderers doivent tout de même payer 300 dollars canadien à l'équipe de Livingstone (montant de l'économie du voyage). Lichtenhein demande à l'ANH d'exclure Livingstone de l'ANH et même si la requête est refusée, c'est le début de multiples accrochages entre les deux présidents. Ainsi, au cours d'une réunion pendant la saison 1916-17, Lichtenhein en vient même à proposer 3 000 dollars pour qu'il abandonne sa franchise. Livingstone répond en proposant 5 000 pour la fin des Wanderers. 
Avant le début de la saison 1915-16, Frank Robinson vend les Blueshirts de Toronto à Livingstone. même si l'ANH ne souhaitait pas avoir un président à la tête de deux équipes. Livingstone répond alors qu'il compte vendre les Shamrocks. Dans le même temps, Frank Patrick et Lester Patrick de l'Association de hockey de la Côte du Pacifique, qui accusent l'ANH d'avoir renié un accord entre les deux ligues, font signer la majorité des joueurs des Blueshirts dans leurs équipes. Afin de compléter son équipe, Livingstone transfère alors une grande partie des Shamrocks au sein des Blueshirts, mais il reste alors trop peu de joueurs pour que l'équipe puisse être vendue. Le 20 novembre 1915, l'ANH prend la tête de l'équipe mais est obligée de la laisser en sommeil pour toute la saison.
La saison 1916-1917 est une des saisons les plus agitées de l'ANH. Le Canada intensifiant son effort pour la Première Guerre mondiale envoie de nombreux joueurs de hockey au front et le 228e bataillon de Toronto des Forces canadiennes fait ses débuts dans l'ANH prenant la place des Shamrocks.
Les Blueshirts souffrent comme les autres équipes de la guerre et Harry Cameron, George et Howard McNamara et Percy LeSueur partent au front. Keats rejoint le 228e et Livingstone proteste en disant qu'il perd son meilleur joueur. Finalement un accord est trouvé entre les deux équipes et Keats retourne dans son équipe en échange des droits de LeSueur accordés au 228e.
Une autre vedette de Livingstone, Cy Denneny, quitte l'équipe. En effet, ayant trouvé un travail à Ottawa, il demande à son équipe de l'échanger ou sinon il ne joue pas pour la saison. Livingstone répond qu'il est près de céder uniquement en retour de Frank Nighbor ou pour un montant de 1 800 dollars, le double du montant le plus élevé pour un transfert à l'époque. Denneny ne revenant pas sur sa décision, il est suspendu par Linvingstone qui fait ensuite une nouvelle tentative d'échange en demandant le gardien Clint Benedict. Encore une fois, l'échange est refusé par les Sénateurs et en janvier tout semble réglé et Denneny est prêt à rejoindre les Wanderers (il signe même un accord avec l'équipe de Montréal) mais finalement, Livingstone revient en arrière et refuse l'échange.
L'histoire se finit bien pour Denneny qui intègre enfin l'équipe d'Ottawa mais l'incident aura quand même monté contre Livingstone les deux présidents d'Ottawa et de Montréal, Tommy Gorman et Lichteinhein.
Le 8 février 1917, le 228e est envoyé au front et l'équipe est forcée d'arrêter de jouer. Trois jours plus tard, les responsables de l'ANH se réunissent, sans Livingstone, et décident de suspendre les Blueshirts pour le reste de la saison afin d'avoir un nombre pair d'équipes. Les joueurs de Toronto sont donc mis au tirage au sort pour rejoindre les autres équipes avec la promesse de réintégrer leur équipe une fois celle-ci à nouveau dans la compétition.
Au mois d'octobre 1917, le président des Bulldogs de Québec, Mike Quinn, fait savoir à la presse que l'équipe de Toronto a trois semaines pour se séparer de Livingstone. Dans le cas où l'équipe refuse, l'ANH est alors prête à se séparer de celle-ci. Aucune réponse ne parvient de la part de l'équipe.
Lors de sa réunion annuelle en novembre 1917, l'ANH annonce qu'elle met fin à ses opérations en raison de la difficulté de gérer un championnat avec cinq équipes. Une semaine plus tard, tous les propriétaires des équipes, sauf Livingstone, annoncent qu'ils viennent de former une nouvelle ligue, la Ligue nationale de hockey.